# Departamento de Dano
Dano es un departamento de la provincia de Ioba, en el sudeste de Burkina Faso. Su capital es la ciudad de Dano.